# Джон Белленден Кер Голер
Джон Белленден Кер Голер (англ. John Bellenden Ker Gawler, 1764 — 1842) — англійський ботанік.

## Біографія
Джон Белленден Кер Голер народився у місті Андовер у 1764 році.
Він описав багато видів насіннєвих рослин. У 1837 році Джон Белленден Кер Голер опублікував працю «Archaeology of Popular Phrases and Nursery Rhymes». Другий том цієї праці був опублікований у 1840 році.
Джон Белленден Кер Голер помер у місті Андовер в червні 1842 року.

## Наукова діяльність
Джон Белленден Кер Голер спеціалізувався на насіннєвих рослинах.

## Публікації
- Recensio Plantarum (1801).
- Select Orchideae (1816).
- Iridearum Genera (1827).
- Archaeology of Popular Phrases and Nursery Rhymes (1837).